# Alfred von Kleist
Friedrich Wilhelm Victor Alfred von Kleist (* 16. November 1857 in Magdeburg; † 13. Mai 1921 in Brandenburg an der Havel) war ein preußischer Generalleutnant im Ersten Weltkrieg.

## Leben

### Herkunft
Alfred entstammte dem pommerschen Uradelsgeschlechts von Kleist. Er war ein Sohn des preußischen Generalmajors August von Kleist (1818–1890) und dessen Ehefrau Emmilie, geborene von Morstein (1827–1866). Der preußische Generalmajor Erwin von Kleist (1855–1910) war sein älterer Bruder.

### Militärkarriere
Am 15. April 1876 trat Kleist als Sekondeleutnant in das Grenadier-Regiment „Kronprinz“ (1. Ostpreußisches) Nr. 1 der Preußischen Armee ein und wurde am 23. Dezember desselben Jahres in das ebenfalls in Königsberg stationierte Feldartillerie-Regiment „Prinz August von Preußen“ (1. Litthauisches) Nr. 1 versetzt. Von Oktober 1878 bis 30. September 1880 kommandierte man ihn zur weiteren Ausbildung an die Vereinigte Artillerie- und Ingenieurschule. Anschließend versah er wieder Dienst in Königsberg und fungierte vom 1. Juni 1883 bis 31. Dezember 1886 als Militärlehrer an der Oberfeuerwerker-Schule. Nachdem Kleist am 22. März 1887 die Beförderung zum Premierleutnant erhalten hatte, kommandierte man ihn erneut zur Oberfeuerwerker-Schule und versetzte ihn unter Belassung in diesem Kommando in das Feldartillerie-Regiment „Großherzog“ (1. Badisches) Nr. 14. Unter gleichzeitiger Beförderung zum Hauptmann trat Kleist am 15. Dezember 1890 seinen Dienst als Batteriechef an. Am 18. April 1903 ernannte man ihn dann zum Kommandeur der Oberfeuerwerker-Schule in Berlin. Dieses Kommando führte Kleist bis zu seiner Ernennung zum Kommandeur des Torgauer Feldartillerie-Regiments Nr. 74 am 14. Oktober 1909. Mit Order vom 25. April 1911 wurde er an die deutsche Botschaft nach Rom als Militärattaché kommandiert. Vorher war ihm die „Instruktion für die auswärtigen Militär- und Marineattachés“ vom 2. Februar 1900 durch die Nachrichtenstelle des Reichsmarineamtes zugestellt worden. In Rom löste er den amtierenden Militärattaché Arnold Freiherr von Hammerstein-Equort (1867–1933) ab. Am 30. April 1911 traf er in Rom ein und eine seiner ersten größeren Aktivitäten war die Teilnahme am Militärmanöver der italienischen Streitkräfte im August in Tirol. Am 1. Juni 1911 war er zum Oberstleutnant befördert worden. Als im September des gleichen Jahres italienische Truppen Teile Libyens besetzten, um die Vorherrschaft der Türkei in dieser Region zurückzudrängen, reiste er als Beobachter in den Frontbereich. Im November hielt er sich auf dem Kriegsschauplatz in der Nähe von Tripolis auf. Mehrfach nahm er während seiner Amtszeit an den Kaisermanövern in Deutschland teil. So auch im September 1913. Im Folgemonat wurde er zum Generalmajor befördert. Seine Ablösung Anfang 1914 verzögerte sich, da sein vorgesehener Nachfolger als Militärattaché Major von Zitzewitz nicht rechtzeitig abkömmlich war. Deshalb verblieb er noch bis 25. Mai 1914 in Rom.
Bei Ausbruch des Ersten Weltkriegs war Kleist Kommandeur der 6. Feldartillerie-Brigade an der Westfront. Am 1. April 1915 wurde Kleist Kommandeur der 115. Infanterie-Division, mit der er zunächst an der Westfront und am Mitte August 1915 an der Ostfront im Gefecht stand. Dort erfolgte am 6. November 1917 die Beförderung zum Generalleutnant. Im Februar 1918 wurde Kleist zum Kommandierenden General des Generalkommandos z. b. V. Nr. 58 ernannt. In dieser Eigenschaft erhielt er am 18. Oktober 1918 den Orden Pour le Mérite verliehen.
Nach Kriegsende fungierte Kleist kurzzeitig vom 10. bis 18. Januar 1919 als Führer des VI. Reserve-Korps, wurde dann als Offizier von der Armee zur Verfügung gestellt und schließlich am 1. Februar 1919 mit der Führung des IV. Armee-Korps beauftragt. Diese Funktion übte er bis zum 7. Juli 1919 aus, wurde dann zur Disposition gestellt und in den Ruhestand verabschiedet.
Er war Ehrenritter des Johanniterordens und starb am 13. Mai 1921 in der Stadt Brandenburg.

### Familie
Kleist heiratete am 8. Mai 1894 in Posen Elisabeth Gevers (1873–1944). Sie war Tochter des Generalmajors Wilhelm Gevers (1845–1935) und Laura von Bobers. Sein älterer Bruder Erwin von Kleist (1855–1910) war ebenfalls General.